# Советский филателист
«Сове́тский филатели́ст» — советский филателистический журнал, издававшийся в 1922—1932 годах (с 1925 — под названием «Советский коллекционер»).

## История
Основателем и первым редактором (1922—1928) журнала был Ф. Г. Чучин — Уполномоченный ЦК Помгола при ВЦИК по марочным пожертвованиям в России и за границей (в дальнейшем — Уполномоченный по филателии и бонам). Первый номер вышел в сентябре 1922 года. Его объём был невелик, всего 18 страниц. Тираж 2000 экземпляров. Вначале являлся органом Уполномоченного ЦК Помгола при ВЦИК. 28 апреля 1923 года постановлением общего собрания действительных членов Всероссийского общества филателистов (ВОФ) журнал был единогласно избран органом этого общества. Уполномоченным по ЦКПГ ВЦИК по филателии был предоставлен обществу в журнале специальный отдел под рубрикой «Всероссийское общество филателистов». В 1922—1924 годах издавался ежемесячно. В журнале помещались официальные материалы — уставы ВОФ и его отделов (местных отделений), постановления ВЦИК и СНК по филателии, инструкции о порядке заграничного обмена, новости, рецензии на другие филателистические журналы, предупреждения о фальшивых марках, списки членов ВОФ и подписчиков на журнал и небольшое количество исследовательских статей.
В 1925 году выходил под названием «Советский коллекционер» и издавался раз в две недели, а с 1926 года вновь ежемесячно.
В течение двух лет (в 1926—1927 годах) выходил под тройным названием «Советский филателист — Советский коллекционер — Радио Филинтерна» и состоял из трёх отдельных разделов. «Советский филателист» был органом Уполномоченного по филателии и бонам в СССР, а с 1927 года — органом Советской филателистической ассоциации (СФА). «Советский коллекционер» был органом Всесоюзного общества коллекционеров, «Радио Филинтерна» — орган Филателистического Интернационала, выходивший на иностранных языках или эсперанто. Из трёх частей журнала наиболее интересным был «Советский коллекционер» с его разделами «Письма коллекционера», «Страничка юного коллекционера», «Жизнь отделов», «Хроника ВОФ», «Почтовый ящик», «Библиография».
По состоянию на 1927 год, тираж журнала был 2000 экземпляров ежемесячно, подписная плата — 6 рублей в год. Изданием журнала занималось специализированное издательство «Советский филателист». Редакцию журнала возглавляли:
- Фёдор Григорьевич Чучин — ответственный редактор,
- Валерий Андреевич Бессонов — член редакционной коллегии,
- Леонгард Карлович Эйхфус — член редакционной коллегии,
- Борис Васильевич Розов — секретарь[1].

Первые шесть номеров 1928 года имели уже одно название «Советский филателист». Его издателями являлись СФА и Филинтерн. Вторые шесть номеров того же года имели ту же нумерацию (с № 1 по № 6), но выходили под названием «Советский коллекционер». Издателями его были Всероссийское общество филателистов (позднее — Всероссийское общество коллекционеров), СФА и Филинтерн. Название «Советский коллекционер» сохранялось за журналом до конца 1932 года. Для него в этот период характерно издание сдвоенных или строенных номеров. Так, в 1929 году было выпущено четыре строенных номера. Редакторами журнала в этот период были П. И. Буткевич, А. А. Данциг и К. И. Дунин-Барковский (ответственный редактор).
К началу 1931 года, в связи с общим издательским кризисом, печатание журнала было перенесено из Москвы в Ленинград.
В начале 1933 года из-за отсутствия материальной базы журнал перестал выходить. В настоящее время полный комплект «Советского филателиста» является большой букинистической редкостью.

## Программа журнала
В объявлении о подписке на журнал сообщалось о его программе, которая заключалась в следующем:
- Теоретическая разработка вопросов филателии и выяснения её значения как прикладной науки.
- Популяризация и пропаганда филателистических идей среди широких слоёв трудящихся.
- Использование филателии в качестве образовательного и воспитательного средства для молодых поколений путём уяснения смысла и содержания завоеваний революции.
- Установление строгой государственной монополии на филателистическую торговлю и беспощадная борьба со спекуляцией и фальсификацией.
- Организованное объединение и всемерная помощь идейным филателистам-коллекционерам.
- Широкое освещение филателистической жизни в РСФСР и за границей и организация читателей и всех сочувствующих лиц вокруг журнала.

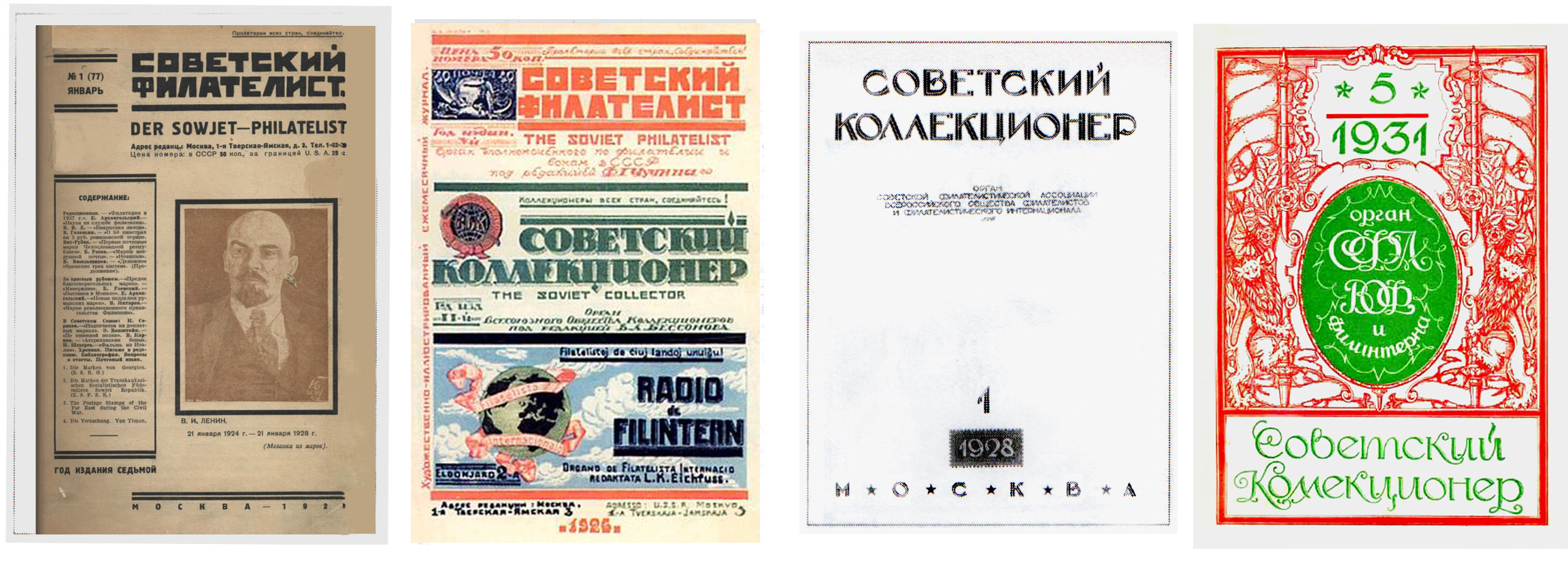
Обложки журнала «Советский филателист» — «Советский коллекционер» (1926—1931)

## Редакторы
- Фёдор Григорьевич Чучин (1922—1928). Репрессирован в 1941 году.
- Пётр Иванович Буткевич[7] (1928—1932). Репрессирован в 1935 году.
- Альберт Ариевич Данциг[8] (1928—1932). Скончался в 1937 году.
- Казимир Ипполитович Дунин-Барковский[9] (1928—1932). Репрессирован в 1934 году.

## Адреса редакции
- С 1922 по 1923 год — Москва, Тверской бульвар, 12.
- С 1923 по 1929 год — Москва, 1-я Тверская-Ямская, 3. Телефон 1-82-35[1][10].
- С 1929 по 1932 год — Москва, Настасьинский переулок, 3.